# 李雪芮
李 雪芮 (り せつぜい、リー・シュールイ、LI Xuerui、1991年1月24日 - ）は中華人民共和国の女子バドミントン選手。自己最高世界ランキングは1位（2012年12月20日付）。ロンドンオリンピック女子シングルス金メダリスト。

## 経歴
重慶市出身。2004年、重慶のバドミントンチームに入り、中国のジュニア全国大会で3年連続優勝を達成。中国代表チーム入りし、2008年のアジアユース選手権で優勝。2010年、19歳でアジアバドミントン選手権大会優勝。
2012年は、2月のドイツ・オープンで優勝すると、翌月の全英オープンでBWFスーパーシリーズ初優勝。アジア選手権、インド・オープンも制覇して世界ランクを3位まで急上昇させ、ロンドンオリンピック中国代表に選出された。ロンドンオリンピックでは予選リーグから1ゲームも落とさず決勝に進出。決勝では2011年世界バドミントン選手権大会女王で世界ランク1位の王儀涵を21-15,21-23,21-17で破り金メダルを獲得。
2016年にはリオデジャネイロオリンピックに出場したが、カロリーナ・マリンとの準決勝で左膝前十字靭帯を損傷し、奥原希望との3位決定戦を棄権、4位に終わった。